# Poříčí u Litomyšle
Poříčí u Litomyšle é uma comuna checa localizada na região de Pardubice, distrito de Svitavy.